# 赫格伯特鎮區 (明尼蘇達州斯威夫特縣)
赫格伯特鎮區（英語：Hegbert Township）是位於美國明尼蘇達州斯威夫特縣的一個行政鎮區。

## 地方資料
赫格伯特鎮區的面積為92.34平方千米，當中陸地面積為86.76平方千米，而水域面積為5.58平方千米。根據2020年美國人口普查的數據，當地共有人口79人，而人口密度為每平方千米0.86人。